# بلامي

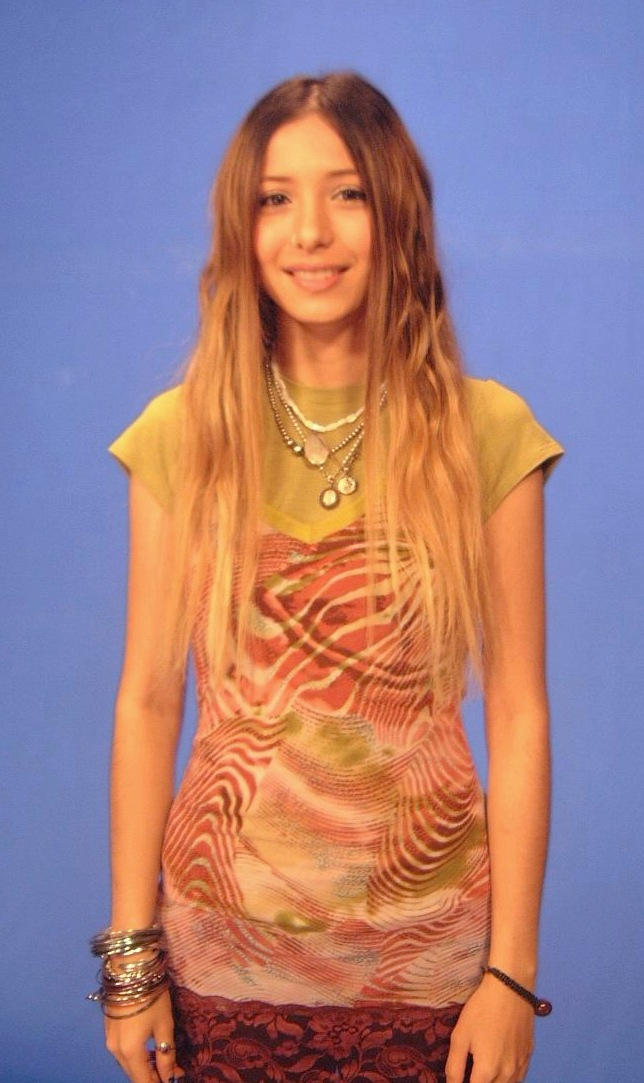
Palmy

بلامي (بالتايلندية: อีฟ ปานเจริญ)‏ (ปาล์มมี่) ممثلة تايلندية، ولدت في 7 أغسطس 1981 في بانكوك في تايلاند

## أعمالها

### ألبومات الاستوديو
- 2001: Palmy (GMM Grammy)
- 2003: Stay (GMM Grammy)
- 2006: Beautiful Ride (GMM Grammy)
- 2005: Showcase (Kompilation)
- 2006: The Best Hits of Palmy (Kompilation)
- 2007: Palmy Meets T-Bone – in Flower Power Concert (Live-Video-CD und DVD, Moon Star Studio)
- 2011: 5 (GMM Grammy)
- 2011: Tea Time with Palmy (Kompilation)
- 2011: Music Box Palmy (Kompilation)
- 2014: Palmy Greatest Hits (Kompilation)

## روابط خارجية
- بلامي على موقع IMDb (الإنجليزية)
- بلامي على موقع ميوزك برينز (الإنجليزية)
- بلامي على موقع أول ميوزيك (الإنجليزية)